# اشتراک‌گذاری عکس
اشتراک‌گذاری عکس (انگلیسی: Image sharing) یا اشتراک‌گذاری تصاویر، به انتشار یا انتقال عکس‌های دیجیتال کاربران به صورت آنلاین اطلاق می‌شود. وب‌سایت‌های اشتراک‌گذاری تصاویر اغلب خدماتی مانند آپلود، میزبانی، مدیریت و به اشتراک‌گذاری عکس در قالب‌های انتشار عمومی یا خصوصی را ارائه می‌نمایند. اشتراک‌گذاری عکس به‌طور کلی از طریق وب‌سایت، وب‌نوشت عکسی و نیز بوسیله برنامه‌های کاربردی انجام می‌گیرد، که باعث تسریع در زمان آپلود نمودن و نیز چابکی در نمایش تصاویر موردنظر خواهد شد.